# Rhipidolestes cyanoflavus
Rhipidolestes cyanoflavus là loài chuồn chuồn trong họ Megapodagrionidae. Loài này được Wilson mô tả khoa học đầu tiên năm 2000.